# Bergün (krets)
Bergün (rätoromanska: Bravuogn) är en krets i distriktet Albula i den schweiziska kantonen Graubünden. 
Den surmeiriska dialekten av det rätoromanska språket som tidigare talades i området började konkurreras ut av tyska på 1800-talet. I Filisur utgjorde rätoromanerna bara 50 % redan 1870, och vid tiden för andra världskriget var de endast 10 %, för att 2000 ha sjunkit till 3 %. I kommunen Bergün var de 50 % år 1950, och 10 % år 2000. 
Kyrkorna i såväl Bergün som Filisur gick över till den reformerta läran vid slutet av 1500-talet. En katolsk församling har dock på nytt upprättats under 1900-talet.

## Indelning
Kretsen Bergün återgår på ett tidigare tingslag med samma namn, som under medeltiden utgjorde ett feodalt län med namnet Greifenstein, efter länsherrens borg i Filisur. Detta län anslöts 1394 till det då bildade förbundet Gotteshausbund, och kom därmed att dela historia med det nuvarande Graubünden.
När kretsen bildades 1851 tillfördes den också kommunen Wiesen, som tidigare tillhört Belforts tingslag, men från 2009 ingår Wiesen som en kommundel i Davos.
Bergün är sedan dess indelat i två kommuner:
| Vapen   | Kommun          | Invånare 2012-12-31 | Yta i km² |
| ------- | --------------- | ------------------- | --------- |
| Bergün  | Bergün/Bravuogn | 449                 | 145,65    |
| Filisur | Filisur         | 461                 | 44,49     |